# Vakenhetsgrad

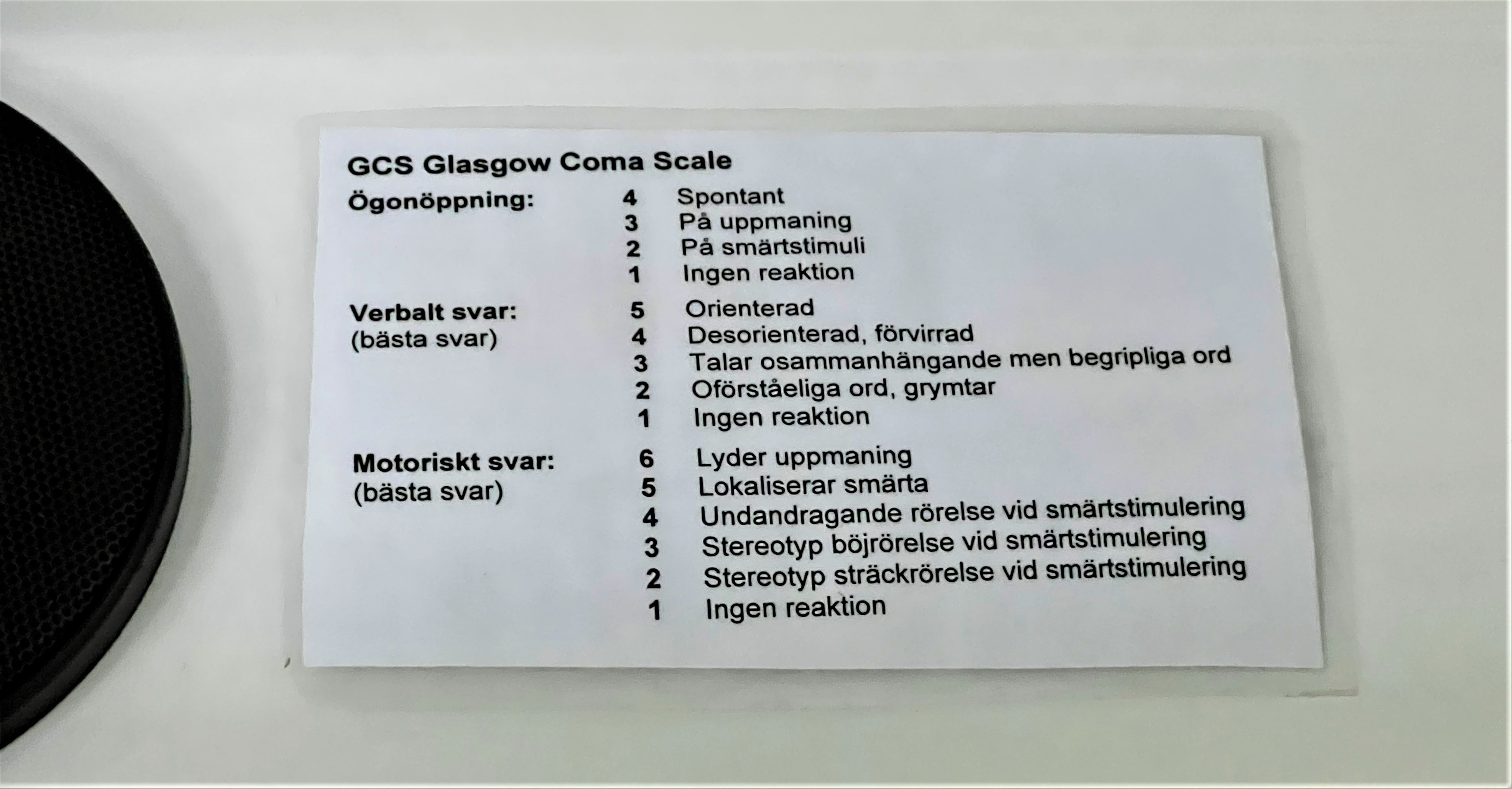
Glasgow Coma-skala i en sjuktransportbil i Sverige.

Vakenhetgrad är ett sätt att klassificera hur vaken en person är.

## Enkel indelning
- Alert är den högsta av våra vakenhetsgrader. När vi är alerta, riktar vi vår fulla uppmärksamhet mot det som är väsentligt i vår omgivning och är beredda att reagera blixtsnabbt. Ibland inskränks betydelsen till att enbart gälla reaktionshastighet.
- En somnolent person är extremt trött men kontaktbar – personen är inte medvetslös.[1]
- En stuporös person är medvetslös (stupor betyder orörlighet) men reagerar med avvärjningsrörelser vid smärtstimulering och kan vakna till en kort stund vid höga ljud.
- Koma är ett stadium av djup medvetslöshet då hjärnans kontroll över kroppens övriga funktioner är mer eller mindre utslagna.

## Glasgow coma scale
GCS är ett system för skattning av vakenhet som utarbetades 1974  på Glasgows universitet. En poängsumma fås fram genom att summera värden för ögonöppning, verbalt svar och motorsvar. Poängsumman kan man graderas från maximalt 15 (fullt vaken) till lägst 3 (djupt medvetslös). Glasgowskalan är väl etablerad internationellt, men ögonöppning och verbalt svar kan vara svåra att poängsätta om en patient är intuberad eller har skador i ögonregionen. Av denna anledning använder man i Sverige ofta skalan RLS-85 som endast grundar sig på det motoriska svaret. Utanför Sverige är dock RLS-85 närmast okänd.
Ögonöppning:
- Ögonen hålls spontant öppna: 4
- Ögonen öppnas vid tilltal: 3
- Ögonen öppnas efter smärtstimulering: 2
- Ingen ögonöppning vid smärtstimulering: 1

Verbalt svar:
- Patienten är fullt orienterad: 5
- Desorienterad/konfusionell: 4
- Reagerar på tilltal med enstaka ord: 3
- Reagerar på tilltal med oartikulerat ljud: 2
- Ingen reaktion på tilltal: 1

Motorisk reaktion:
- Patienten åtlyder uppmaning adekvat: 6
- Patienten lokaliserar smärta: 5
- Patienten drar undan armen vid smärtstimulering: 4
- Patienten böjer armbågen (flexion) vid smärtstimulering: 3
- Patienten sträcker armbågen (extension) vid smärtstimulering: 2
- Ingen reaktion vid smärtstimulering: 1

Glasgow Coma Scale (GCS) hos fullt medveten och samarbetsvillig patient ger max 15 poäng. En totalpoäng under 8 innebär att patienten är medvetslös. En medvetslös patient har alltid minst 3 poäng.

## RLS-85
Reaction Level Scale, är ett skattningssystem för vakenhetsgrad som utvecklats i Sverige 1985. Till skillnad från Glasgow coma scale tar RLS-85 endast hänsyn till det motoriska svaret vid undersökningen av en vakenhetssänkt patient. Skalan används dock nästan bara i Sverige vilket försvårar tolkningen för internationell forskning. Vissa experter menar att RLS-85 har fördelar i den svenska vårdkontexten, medan andra förespråkar en övergång till den mer internationellt vedertagna GCS-skalan för bättre global jämförbarhet.
- 1: Vaken. Ej fördröjd reaktion. Orienterad.
- 2: Slö eller oklar. Kontaktbar vid lätt stimulering som tilltal, enstaka rop, beröring.
- 3: Mycket slö eller oklar. Kontaktbar vid kraftig stimulering som upprepade tillrop, ruskning, smärtstimulering.
- 4: Medvetslös. Lokaliserar men avvärjer inte smärta.
- 5: Medvetslös. Undandragande rörelse vid smärta.
- 6: Medvetslös. Stereotyp böjrörelse vid smärta.
- 7: Medvetslös. Stereotyp sträckrörelse vid smärta.
- 8: Medvetslös. Ingen smärtreaktion.